# 曹虎
曹虎（430年代—499年），字士威，下邳郡（今江苏省睢宁县）人。本名虎頭，齊武帝因其名粗鄙而改為曹虎；《南史》中因避唐高祖祖父李虎諱而作曹武，刘宋、南齐軍人、政治人物。

## 生平
曹虎在宋明帝在位後期於禁中直廂，至元徽二年（474年）桂陽王劉休範起兵直攻建康時跟隨著右衞將軍蕭道成出戍新亭防禦，更曾陣斬一名敵軍並帶著其首級回來，如此令蕭道成對其印象深刻。劉休範起事被平定後，蕭道成進位中領軍，曹虎則以討亂功勳補防殿隊主，直西齋。元徽五年（477年），蕭道成心腹王敬則聯結了宋後廢帝近臣楊玉夫等人成功弒君，事件發生後翌日，曹虎原打算離宮避一避，卻在東中華門碰見蕭道成，蕭道成問他要去哪裏，曹虎就答：「就是正想找明公你呀。」遂仍留在禁軍中。隨後，朝廷在蕭道成的主導下迎立宋順帝，蕭道成及後亦移鎮東府，升任司空、錄尚書事、驃騎大將軍，而曹虎就受命和另一蕭道成心腹戴僧靜各領白直三百人。後又曾任屯騎校尉，帶南城令。昇明元年（477年）年末，司徒袁粲等人據石頭城意圖響應在荊州起兵反對蕭道成掌權的荊州刺史沈攸之，但很快被有所準備的蕭道成平滅，曹虎因參與有功而獲封羅江縣男，後又曾任前軍將軍。
建元元年（479年），蕭道成篡位，建立南齊，是為齊高帝，曹虎獲增邑至四百戶，並任直閣將軍領細仗主。不久又任寧朔將軍、東莞太守。同年冬季，曹虎請求改封侯官縣，尚書審議後認為侯官縣戶數太多，最後只讓他改封監利縣男。建元二年（480年）以本官授游擊將軍。時藉北魏進攻，淮北地區報稱有平民起兵意欲南歸，齊高帝遂命曹虎領兵六千到渦河接應。不過那時曹虎卻請求帶著昔日屬沈攸之手下、有「京邑之絕」美名的一部橫吹樂隊前往；到後也久久等不到那些平民前來，遂改為進攻一些北魏別軍營壘，原本成功擊破，但因士兵貪圖戰利品而遭魏軍反擊，讓二千人戰死。
建元四年（482年），齊高帝去世，齊武帝即位，以曹虎為員外常侍，不久轉任南中郎司馬，加寧朔將軍、南新蔡太守。永明元年（483年），因南中郎將、安成王蕭暠進號征虜將軍，曹虎亦隨府轉為征虜司馬。永明二年（484年），因應江州有蠻族叛亂，武帝敕命曹虎領兵戍守尋陽，板命其為輔國將軍、伐蠻軍主。不久領尋陽相、再不久又授游擊將軍。永明六年（488年）因為桓天生聯結北魏攻隔城，曹虎受命督數支軍隊前往討伐。其所派前鋒探路的朱公恩先破桓天生城外游軍，曹虎遂領諸軍進圍隔城，桓天生以一萬多兵力前來進攻曹虎，反遭曹虎擊敗，天生敗後翌日曹虎就攻下了隔城，殺了駐隔城的魏襄城太守帛烏竹。桓天生遂棄守另一據點平氏北歸。後遷驍騎將軍。永明七年（489年）以驍騎將軍進號冠軍將軍。永明八年（490年）調任太子左率，又轉西王蕭子明的冠軍司馬、廣陵太守。同年，因荊州刺史巴陵王蕭子響擅殺屬官起事，武帝以隨郡王蕭子隆代任荊州，並遣軍西上，曹虎就以輔國將軍、鎮西司馬、南平內史隨軍西赴。永明十一年（493年），武帝下令討伐擅殺寧蠻長史劉興祖的雍州刺史王奐，其中也派了曹虎自江陵進攻襄陽與討伐軍會師。王奐子王彪決意抵抗，遂領兵迎擊曹虎軍，但范虎卻陣前領二百人叛降，王彪遂敗退。不久王奐被其司馬黃瑤起等起兵襲殺，事平，曹虎亦按早前的任命調任持節、督梁南北秦沙四州諸軍事、西戎校尉、梁南秦二州刺史，不久更進號征虜將軍。同年齊武帝去世，皇太孫蕭昭業即位，又進號前將軍。
隆昌元年（494年），改任督雍州郢州之竟陵司州之隨郡軍事、冠軍將軍、雍州刺史。他诈降北魏，但因为没有送人质，被魏将卢渊识破。同年齊明帝蕭鸞篡位後進號右將軍。建武二年（495年）進督為監，並進號平北將軍，進封監利縣侯，增加三百戶食邑。建武四年（497年），北魏大舉進攻沔北，當時南陽太守房伯玉所駐的宛城被北魏猛攻，曹虎因與房伯玉不和，亦懼魏軍，遂擁兵襄陽沒有立即救援，及後才移駐沔北對岸的樊城。永泰元年（498年），曹虎受召為給事中、右衞將軍，但因當時齊明帝已令陳顯達進行北伐收復沔北失土，曹虎就暫時留在襄陽等候顯達指揮。而其時在襄陽負責增援沔北的崔慧景在鄧城大敗予北魏孝文帝親率的魏軍，魏軍更追擊至樊城，曹虎與劉山陽等閉門拒守。魏軍在日落後撤兵，但不久就再來圍城，時崔慧景等眾軍已南撤至襄陽，然曹虎仍舊堅守，孝文帝遂到達沔水岸邊遠看對岸的襄陽城後便退兵。同年齊明帝去世，東昏侯蕭寶卷即位，以曹虎為前將軍，鎮軍司馬。永元元年（499年），始安王蕭遙光起兵，曹虎領兵出屯青溪橋，時垣歷生為蕭遙光屢敗臺軍，但因蕭暢及沈昭略不肯和遙光合作並亡歸朝廷而令軍心崩潰，垣歷生主動向曹虎請降，曹虎遂殺垣歷生。蕭遙光被平定後，轉散騎常侍、右衛將軍，但原來蕭寶卷一直在提防作為開國舊將的曹虎，亦想侵奪曹虎的錢財，遂曹虎還未拜新職就被蕭寶卷殺害，時年六十多歲。蕭衍起兵殺掉蕭寶卷，立齊和帝後，追贈曹虎安北將軍、徐州刺史。

## 性格特徵
- 曹虎為人善於交際接納，但亦貪財吝嗇，例如在離任雍州刺史時帶著七千萬錢離開，其生活奢華，但其僕妾日常飲食都是以蔬菜粗食為主。他曾經為蕭寶卷寵臣茹法珍、梅蟲兒設女伎娛樂，每一個都衣著華美、裝飾耀目，引來梅蟲兒等人妒忌而想侵奪，遂令其遭到蕭寶卷殺害。在知自己被收捕時他亦認為自己出事正因為讓梅蟲兒等人知道自己的財寶[13]。

## 逸事
- 據說一向吝嗇的曹虎昔日唯獨常常送財貨給蕭衍，那時蕭衍也因物資匱乏而常向曹虎賒借，終欠達十七萬錢，不過曹虎那時就說蕭衍日後必定大貴，希望將年幼的兒子們託付給他。蕭衍即位時曹虎已死，他亦將這些事忘得一乾二淨。有一晚蕭衍發夢見自己沿田埂走路，但兩邊田的儲水深不見底，蕭衍恐懼根本走不過去，突然曹虎走出來揹他走過去，然而曹虎卻提醒他昔日託付兒子給他的事，並表示兒子們飢寒無依，想蕭衍還錢讓他們買房子。蕭衍醒後照做，其兒子們亦獲南梁擢用[14]。

## 子女
曹虎死時所有成年兒子都一同被殺，只有曹世宗兄弟三人因未成年而被囚於尚方，及至蕭衍廢殺蕭寶卷後才得釋放。
- 曹世澄
- 曹世宗，個性嚴明，頗通兵法，在梁封侯貴顯，官至太子左衞率。死後贈左散騎常侍、左衛將軍，諡曰壯侯。

## 延伸阅读
[在维基数据编辑]
 《南齊書·卷30》，出自萧子显《南齊書》
 《南史·卷46》，出自李延壽《南史》